# Boško Abramović
Pour les articles homonymes, voir Abramović.
Boško Abramović (en serbe cyrillique : Бошко Абрамовић) est un joueur d'échecs yougoslave puis serbe né le 14 février 1951 à Zrenjanin et mort le 19 décembre 2021 dans la même ville.

## Carrière aux échecs
Grand maître international depuis 1984, Boško Abramović fut 19e du tournoi interzonal de Bienne en 1993 avec 7,5 points sur 13.
Il est capitaine de l'équipe de Serbie depuis 2011.
Au 1er novembre 2017, il est le 69e joueur serbe avec un classement Elo de 2 393 points.

## Palmarès
Boško Abramović a remporté les tournois de :
- Lugano en 1981 ;
- Reykjavik et Pamporovo en 1982 ;
- Niš et Vrnjacka Banja en 1983 ;
- Belgrade et Linz en 1984 ;
- Paris en 1985 ;
- Berlin en 1989 ;
- Oberwart en 1990 ;
- Kladovo en 1993 ;
- Belgrade en 2002.